# Евіденс Макгопа
Евіденс Макгопа (англ. Evidence Makgopa, нар. 5 червня 2000) — південноафриканський футболіст, нападник клубу «Орландо Пайретс» і національної збірної ПАР.

## Клубна кар'єра
Народився 5 червня 2000 року. Вихованець футбольної школи клубу «Барока». Дорослу футбольну кар'єру розпочав 2020 року в основній команді того ж клубу, в якій провів два сезони, взявши участь у 64 матчах чемпіонату.  Більшість часу, проведеного у складі «Бароки», був основним гравцем атакувальної ланки команди.
До складу клубу «Орландо Пайретс» приєднався 2022 року. Станом на 1 листопада 2023 року відіграв за команду з передмістя Йоганнесбурга 28 матчів в національному чемпіонаті.

## Виступи за збірні
2021 року  захищав кольори олімпійської збірної ПАР. У складі цієї команди провів 3 матчі, забив 1 гол. У складі збірної — учасник  футбольного турніру на Олімпійських іграх 2020 року у Токіо.
2021 року дебютував в офіційних матчах у складі національної збірної ПАР.
У складі збірної був учасником Кубка африканських націй 2023 року у Кот-д'Івуарі.